# Wahlkreis Eppan
Der Wahlkreis Eppan war von 1993 bis 2005 ein Wahlkreis (italienisch collegio elettorale) für die Wahl der italienischen Abgeordnetenkammer.

## Wahlkreisgebiet
| Wahlkreise – Camera dei deputati – Trentino-Südtirol | Wahlkreise – Camera dei deputati – Trentino-Südtirol | Wahlkreise – Camera dei deputati – Trentino-Südtirol                                                 |
| Provinz                                              | Provinz                                              | Gemeinden nach Provinzen ⮞ Wahlkreis                                                                 |
| ---------------------------------------------------- | ---------------------------------------------------- | --- |
|                                                      | Südtirol (116 Gemeinden)                             | 2 ⮞ Wahlkreis Bozen 39 ⮞ Wahlkreis Brixen 36 ⮞ Wahlkreis Eppan 39 ⮞ Wahlkreis Meran                  |
|                                                      | Trentino (223 Gemeinden)                             | 10 ⮞ Wahlkreis Trient 32 ⮞ Wahlkreis Rovereto 105 ⮞ Wahlkreis Lavis 76 ⮞ Wahlkreis Pergine Valsugana |

Der Wahlkreis umfasste 36 Gemeinden: Abtei, Aldein, Altrei, Andrian, Auer, Barbian, Branzoll, Corvara, Deutschnofen, Enneberg, Eppan, Jenesien, Kaltern, Karneid, Kastelruth, Kurtatsch, Kurtinig, Margreid, Mölten, Montan, Neumarkt, Pfatten, Ritten, Salurn, Sarntal, St. Christina in Gröden, St. Martin in Thurn, St. Ulrich in Gröden, Terlan, Tiers, Tramin, Truden, Völs am Schlern, Welschnofen, Wengen und Wolkenstein in Gröden.

## Wahlergebnisse

### Parlamentswahl 1994

#### Direktstimmen
| Kandidaten               | Kandidaten               | Parteien               | Stimmen | %    |
| ------------------------ | ------------------------ | ---------------------- | ------- | ---- |
|                          | Siegfried Bruggergewählt | Südtiroler Volkspartei | 52.899  | 84,6 |
|                          | Martin Flatscher         | Autonomia Democratica  | 9.613   | 15,4 |
| Gesamt                   | Gesamt                   | Gesamt                 | 62.512  | 100  |
|                          |                          |                        |         |      |
| Ungültige Stimmen        | Ungültige Stimmen        | Ungültige Stimmen      | 8.782   | 12,3 |
| Wähler                   | Wähler                   | Wähler                 | 71.294  | 92,8 |
| Wahlberechtigte          | Wahlberechtigte          | Wahlberechtigte        | 76.800  |      |
|                          |                          |                        |         |      |
| Quelle: Innenministerium |                          |                        |         |      |

#### Listenstimmen
| Parteien                             | Parteien                     | Parteien                     | Stimmen | %    |
| ------------------------------------ | ---------------------------- | ---------------------------- | ------- | ---- |
|                                      | Südtiroler Volkspartei       | Südtiroler Volkspartei       | 50.839  | 76,3 |
|                                      | Polo delle Libertà           | Forza Italia                 | 3.883   | 5,8  |
| Lega Nord                            | Polo delle Libertà           | 1.739                        | 2,6     |      |
| ↳ Gesamt                             | Polo delle Libertà           | 5.622                        | 8,4     |      |
|                                      | Progressisti                 | Federazione dei Verdi        | 3.127   | 4,7  |
| Partito Democratico della Sinistra   | Progressisti                 | 930                          | 1,4     |      |
| Partito della Rifondazione Comunista | Progressisti                 | 304                          | 0,5     |      |
| Partito Socialista Italiano          | Progressisti                 | 180                          | 0,3     |      |
| La Rete                              | Progressisti                 | 164                          | 0,2     |      |
| ↳ Gesamt                             | Progressisti                 | 4.705                        | 7,1     |      |
|                                      | Autonomia Democratica        | Autonomia Democratica        | 22.022  | 33,1 |
|                                      | Alleanza Nazionale           | Alleanza Nazionale           | 1.762   | 2,6  |
|                                      | Patto per l’Italia           | Partito Popolare Italiano    | 1.189   | 1,8  |
|                                      | Partito della Legge Naturale | Partito della Legge Naturale | 470     | 0,7  |
| Gesamt                               | Gesamt                       | Gesamt                       | 66.609  | 100  |
|                                      |                              |                              |         |      |
| Ungültige Stimmen                    | Ungültige Stimmen            | Ungültige Stimmen            | 4.685   | 6,6  |
| Wähler                               | Wähler                       | Wähler                       | 71.294  | 92,8 |
| Wahlberechtigte                      | Wahlberechtigte              | Wahlberechtigte              | 76.800  |      |
|                                      |                              |                              |         |      |
| Quelle: Innenministerium             |                              |                              |         |      |

### Parlamentswahl 1996

#### Direktstimmen
| Kandidaten               | Kandidaten               | Parteien                     | Stimmen | %    |
| ------------------------ | ------------------------ | ---------------------------- | ------- | ---- |
|                          | Siegfried Bruggergewählt | Südtiroler Volkspartei       | 47.603  | 73,1 |
|                          | Carlo Trentini           | L’Ulivo                      | 5.836   | 9,0  |
|                          | Paolo Veronesi           | Polo per le Libertà          | 5.646   | 8,7  |
|                          | Eva Klotz                | Union für Südtirol           | 5.316   | 8,2  |
|                          | Valter Pizzulli          | Partito della Legge Naturale | 762     | 1,2  |
| Gesamt                   | Gesamt                   | Gesamt                       | 65.163  | 100  |
|                          |                          |                              |         |      |
| Ungültige Stimmen        | Ungültige Stimmen        | Ungültige Stimmen            | 5.363   | 7,6  |
| Wähler                   | Wähler                   | Wähler                       | 70.526  | 89,2 |
| Wahlberechtigte          | Wahlberechtigte          | Wahlberechtigte              | 79.025  |      |
|                          |                          |                              |         |      |
| Quelle: Innenministerium |                          |                              |         |      |

#### Listenstimmen
| Parteien                           | Parteien                             | Parteien                                          | Stimmen | %    |
| ---------------------------------- | ------------------------------------ | ------------------------------------------------- | ------- | ---- |
|                                    | L’Ulivo – SVP                        | Popolari per Prodi (PPI – SVP – PRI – UD – Prodi) | 20.520  | 37,8 |
| Rinnovamento Italiano              | L’Ulivo – SVP                        | 5.206                                             | 9,6     |      |
| Federazione dei Verdi              | L’Ulivo – SVP                        | 2.893                                             | 5,3     |      |
| Partito Democratico della Sinistra | L’Ulivo – SVP                        | 1.325                                             | 2,4     |      |
| ↳ Gesamt                           | L’Ulivo – SVP                        | 29.944                                            | 55,2    |      |
|                                    | Union für Südtirol                   | Union für Südtirol                                | 11.811  | 21,8 |
|                                    | Polo per le Libertà                  | Forza Italia                                      | 3.548   | 6,5  |
| Alleanza Nazionale                 | Polo per le Libertà                  | 2.430                                             | 4,5     |      |
| CCD – CDU                          | Polo per le Libertà                  | 1.006                                             | 1,9     |      |
| ↳ Gesamt                           | Polo per le Libertà                  | 6.984                                             | 12,9    |      |
|                                    | Lega Nord                            | Lega Nord                                         | 3.100   | 5,7  |
|                                    | Partito della Legge Naturale         | Partito della Legge Naturale                      | 1.866   | 3,4  |
|                                    | Partito della Rifondazione Comunista | Partito della Rifondazione Comunista              | 525     | 1,0  |
| Gesamt                             | Gesamt                               | Gesamt                                            | 54.230  | 100  |
|                                    |                                      |                                                   |         |      |
| Ungültige Stimmen                  | Ungültige Stimmen                    | Ungültige Stimmen                                 | 16.296  | 23,1 |
| Wähler                             | Wähler                               | Wähler                                            | 70.526  | 89,2 |
| Wahlberechtigte                    | Wahlberechtigte                      | Wahlberechtigte                                   | 79.025  |      |
|                                    |                                      |                                                   |         |      |
| Quelle: Innenministerium           |                                      |                                                   |         |      |

### Parlamentswahl 2001

#### Direktstimmen
| Kandidaten               | Kandidaten               | Parteien               | Stimmen | %    |
| ------------------------ | ------------------------ | ---------------------- | ------- | ---- |
|                          | Siegfried Bruggergewählt | Südtiroler Volkspartei | 53.083  | 79,0 |
|                          | Loris Frazza             | L’Ulivo                | 7.458   | 11,1 |
|                          | Mario Guarda             | Casa delle Libertà     | 6.676   | 9,9  |
| Gesamt                   | Gesamt                   | Gesamt                 | 67.217  | 100  |
|                          |                          |                        |         |      |
| Ungültige Stimmen        | Ungültige Stimmen        | Ungültige Stimmen      | 5.028   | 7,0  |
| Wähler                   | Wähler                   | Wähler                 | 72.245  | 87,2 |
| Wahlberechtigte          | Wahlberechtigte          | Wahlberechtigte        | 82.863  |      |
|                          |                          |                        |         |      |
| Quelle: Innenministerium |                          |                        |         |      |

#### Listenstimmen
| Parteien                               | Parteien                             | Parteien                             | Stimmen | %    |
| -------------------------------------- | ------------------------------------ | ------------------------------------ | ------- | ---- |
|                                        | Südtiroler Volkspartei               | Südtiroler Volkspartei               | 50.859  | 75,7 |
|                                        | L’Ulivo                              | Il Girasole (FdV – SDI)              | 3.758   | 5,6  |
| La Margherita (Dem – PPI – RI – Udeur) | L’Ulivo                              | 2.963                                | 4,4     |      |
| Democratici di Sinistra                | L’Ulivo                              | 789                                  | 1,2     |      |
| Partito dei Comunisti Italiani         | L’Ulivo                              | 119                                  | 0,2     |      |
| ↳ Gesamt                               | L’Ulivo                              | 7.629                                | 11,4    |      |
|                                        | Casa delle Libertà                   | Forza Italia                         | 3.591   | 5,3  |
| Alleanza Nazionale                     | Casa delle Libertà                   | 2.238                                | 3,3     |      |
| Lega Nord                              | Casa delle Libertà                   | 481                                  | 0,7     |      |
| CCD – CDU                              | Casa delle Libertà                   | 246                                  | 0,4     |      |
| ↳ Gesamt                               | Casa delle Libertà                   | 6.556                                | 9,8     |      |
|                                        | Lista Di Pietro                      | Lista Di Pietro                      | 1.015   | 1,5  |
|                                        | Lista Emma Bonino                    | Lista Emma Bonino                    | 622     | 0,9  |
|                                        | Partito della Rifondazione Comunista | Partito della Rifondazione Comunista | 412     | 0,6  |
|                                        | Democrazia Europea                   | Democrazia Europea                   | 95      | 0,1  |
|                                        | Abolizione Scorporo                  | Abolizione Scorporo                  | 25      | 0,0  |
| Gesamt                                 | Gesamt                               | Gesamt                               | 67.213  | 100  |
|                                        |                                      |                                      |         |      |
| Ungültige Stimmen                      | Ungültige Stimmen                    | Ungültige Stimmen                    | 5.034   | 7,0  |
| Wähler                                 | Wähler                               | Wähler                               | 72.247  | 87,2 |
| Wahlberechtigte                        | Wahlberechtigte                      | Wahlberechtigte                      | 82.863  |      |
|                                        |                                      |                                      |         |      |
| Quelle: Innenministerium               |                                      |                                      |         |      |